# Prosopography of the Later Roman Empire
The Prosopography of the Later Roman Empire ( PLRE ) is het belangrijkste prosopografische naslagwerk over de geschiedenis van de late oudheid. Het wordt uitgegeven door Cambridge University Press.

## Overzicht
Destijds hadden Theodor Mommsen en Adolf von Harnack een soortgelijk project voor ogen, waarvan het basiswerk al bestond. Dit werd echter grotendeels vernietigd tijdens de Tweede Wereldoorlog toen een geallieerd bombardement het Berlijnse archief trof van deze eerste prosopografie van het laat-Romeinse rijk.
Toen Arnold Hugh Martin Jones, John Robert Martindale en John Morris het idee nieuw leven inbliezen, moesten ze bijna weer vanaf nul beginnen. In het begin deed Jones een oproep aan experts over de hele wereld om de bronnen te bekijken en ondersteunende documenten op te sturen. Enkele bekende onderzoekers hielpen bij dit onderzoek. Jones was ook verantwoordelijk voor het zoeken van voldoende sponsors voor de financiering van het project. Als eerste keken de auteurs naar alle bekende bestaande bronnen, waarbij John Morris zorgdroeg voor de Latijnse inscripties. Morris kon ook zijn ervaring inbrengen doordat hij aan de Prosopographia Imperii Romani gewerkt had. Vervolgens werden de relevante artikelen uit Pauly's Realencyclopedia of Classical Archaeology geëxtraheerd, de ingezonden documentfragmenten gesorteerd en vergeleken met de overblijfselen van de Berlijnse collecties.
In 1964 begon het eigenlijke werk van het schrijven aan de artikelen van het eerste deel. Jones maakte schetsen voor de meeste illustraties, terwijl John Martindale zich bekommerde om de artikelen die anderen bijdroegen. Uiteindelijk bekeek Martindale de artikelen van Jones en herzag deze deels indien nodig. Jones deed hetzelfde met de ontwerpen van Martindale. Andere artikelen werden bijgedragen door Alan Cameron (voornamelijk literaire figuren) en Edward A. Thompson (Germaanse personen).
Het werk bestaat uit drie delen - het derde deel is vanwege haar omvang opgedeeld in twee halve delen - die verschenen tussen 1971 en 1992. Alleen John Martindale heeft het laatste deel voltooid zien worden. Jones, wiens werk The Later Roman Empire (1964) een standaardwerk is dat tot op de dag van vandaag niet is vervangen, was tot aan zijn dood de regisseur van het project, waarvoor eveneens (naast Martindale) Thompson, Cameron en ten slotte Philip Grierson verantwoordelijk waren. Het mammoetproject werd onder andere gefinancierd door de British Academy, terwijl de University of Cambridge administratieve ondersteuning bood.
Inhoudelijk worden de meeste van de bekende "seculiere" personen beschreven die leefden tussen ongeveer 260 en 641 na Christus en die in de bestaande bronnen voorkomen en een rol van betekenis speelden. Vanwege de overleveringstraditie overheersen echter leden van de hogere klasse of bekende functionarissen.  Geestelijken werden opzettelijk weggelaten. De groep personen die in de PLRE wordt behandeld, is niet beperkt tot de Romeinen. Perzen en "barbaren" (zoals Goten, Vandalen en Hunnen) worden eveneens vermeld daar ze voorkomen in de Grieks-Latijnse traditie, waarbij de "geografische focus" van de delen varieert. 
De lengte van de individuele bijdragen verschilt nogal. Terwijl de keizers en keizerinnen met opzet heel kort behandeld worden, kregen sommige personen maar enkele regels toebedeeld, terwijl anderen in meerdere pagina's beschreven werden (zoals de Oost-Romeinse generaal Belisarius in het derde deel met 42 pagina's). Bij elk item wordt verwezen naar de bronnen en worden ook de beklede beambten benoemd. Soms wordt ook verwezen naar enkele relevante standaardwerken.
De PLRE, die ook stambomen bevat, is een onvervangbaar hulpmiddel om de laat-Romeinse samenleving goed te kunnen begrijpen.
Toevoegingen en correcties op de inzendingen werden gepubliceerd in verschillende tijdschriften, waaronder Phoenix, Zephyrus, Historia en het Journal of Late Antiquity . 

## Delen
- De prosopografie van het latere Romeinse rijk. Cambridge University Press, Cambridge 1971-1992
  - Deel 1: 260-395 n.Chr., 1971, ISBN 0-521-07233-6
  - Deel 2: 395-527 n.Chr., 1980, ISBN 0-521-20159-4
  - Deel 3: 527-641 n.Chr., 1992, ISBN 0-521-20160-8
    - Deel 1: Abandanes – ʿIyād ibn Ghanm
    - Deel 2: Kâlâdji – Zudius